# Molen van Oelegem
De Molen van Oelegem is een beltmolen van het type bovenkruier in het dorp Oelegem, in de gemeente Ranst in België. De molen wordt ook wel Stenen Molen genoemd om deze te kunnen onderscheiden van de houten standerdmolen die zich buiten het dorp bevond tot 1940 toen die molen afbrandde.

## Geschiedenis
De bouw ving aan in 1845 in opdracht van Martinus De Winter en naar verluidt was de molen pas maalvaardig in 1854. In 1891 verkochten de erfgenamen de molen aan Jan-Baptist Heylen, de toenmalige burgemeester van Oelegem. De installatie werd door de opkomst van mechanische maalderijen steeds minder gebruikt. Tegen het einde van de Eerste Wereldoorlog was de molen voor het laatst actief in commerciële dienst. Sedert die tijd diende het gebouw voor diverse andere functies: garage, opslagplaats, lokaal voor de Katholieke Arbeidersjeugd en als buitenverblijf. Gedurende de Tweede Wereldoorlog raakte het metselwerk beschadigd door beschietingen en nog in 1942 kreeg de molen de status van monument. In 1962 werd de buitenzijde gerestaureerd wat verder verval tijdelijk tegenging. Sinds 1982 draagt de heemkundige kring De Brakken van Oelegem zorg voor het monument.

## Restauraties
In 1986 kocht de gemeente Ranst de molen aan. Dankzij financiële steun van de Koning Boudewijnstichting en de Nationale Loterij startte de noodrestauratie aan de molenkap en het schrijnwerk aan de buitenzijde in 1987. In 1990 begon de tweede fase van de noodrestauratie met de vervanging van rottende balken en zolderingen. De definitieve restauratie ving aan op 30 januari 1997, met het doel de molen weer volledig maalvaardig te maken. De buitenmuur stelde de restaurateurs voor een probleem. Bij het uitslijpen van de voegen sprongen veel gevelstenen stuk. De oorzaak hiervan lag bij de eerste restauratie, in 1962, toen cementmortel was gebruikt voor het voegen. Die cement is harder dan de oude handvormstenen. Een betaalbare oplossing was niet eenvoudig. Uiteindelijk werd een compromis gesloten. De buitenmuren kregen een dunne pleisterlaag, die werd geschilderd in een baksteenkleur om het visuele effect van de stenen molen te behouden. Op 14 juni 1998 werd de Stenen Molen van Oelegem officieel in werking gesteld worden door toenmalig burgemeester Mon Goossens. In 2011 is het dak van de molen gerenoveerd.